# Robert Stephen Adamson
Pour les articles homonymes, voir Adamson.
Robert Stephen Adamson est un botaniste britannique, né le 2 mars 1885 à Manchester et mort le 6 novembre 1965 à Jedburgh.

## Biographie
Après ses études à Édimbourg (Master of Arts en 1906 et Doctorat of Sciences en 1907), il part compléter sa formation à l’université de Cambridge où il obtient un Master of Arts en 1912.
Adamson enseigne à l’université de Manchester de 1912 à 1923. Il part alors occuper la chaire de botanique à l’université du Cap, où il a notamment pour élève John Phillip Harison Acocks. Il préside la Société royale d'Afrique du Sud de 1946 à 1948. Il prend sa retraite en 1950 et retourne en Grande-Bretagne.

## Publications
- Vegetation of South Africa, Monographs of British Empire vegetation, London, 1938, xvi + 235 p.
- Notes on the vegetation of the Kamiesberg, Memoirs of the Botanical Survey of South Africa, Pretoria, 1938, 25 p.
- Flora of the Cape Peninsula (avec T.M. Salter), Cape Town, Juta & Co, 1950, xix + 889 p.

## Source
- (en) Some Biogeographers, Evolutionists and Ecologists: Chrono-Biographical Sketches (consulté le 11 novembre 2008).